# السفارة السعودية في قطر
سفارة المملكة العربية السعودية في قطر، هي بعثة دبلوماسية سعودية تقع في العاصمة القطرية الدوحة ويترأس البعثة سفير خادم الحرمين الشريفين الأمير منصور بن خالد بن عبد الله الفرحان آل سعود. العنوان: الدوحة – الدفنة (قطر) المنطقة الدبلوماسية.

## قائم بالأعمال
كان علي سعد علي القحطاني قائم بالأعمال السفارة السعودية في قطر بعد عودة العلاقات السعودية القطرية بعد بيان العلا.

## وصلات خارجية
- وزارة الخارجية السعودية (بالعربية)
- Ministry of Foreign Affairs of Kingdom of Saudi Arabia (بالإنجليزية)